# Facundo Rodríguez
Facundo Rodríguez Calleriza (Montevideo, Uruguay; 20 de septiembre de 1995) es un futbolista uruguayo. Juega como delantero centro y su equipo actual es Boston River de la Primera División de Uruguay.

## Trayectoria
Debutó en la máxima categoría el 14 de febrero de 2015 con 19 años, en el Tróccoli contra Cerro, jugó como titular a pesar de ser su primer encuentro oficial, Peñarol ganaba 3 a 0 y el partido se suspendió por incidentes. En el siguiente partido, el técnico Pablo Bengoechea lo volvió a poner como titular para jugar contra Juventud de Las Piedras, fue su debut oficial en el estadio Centenario y ganaron 4 a 1. Facundo jugó 6 partidos en el Torneo Clausura y Peñarol logró el título. Los carboneros se enfrentaron a Nacional, campeón del Torneo Apertura y de la tabla anual, por el Campeonato Uruguayo 2014-15, no fue citado pero perdieron 3 a 2 y se quedaron con el subcampeonato.
Como no iba a ser tenido en cuenta por Pablo Bengoechea fue cedido a préstamo por una temporada a la Institución Atlética Sud América para tener continuidad en la máxima categoría, buscando volver a Peñarol con posibilidades de jugar la Copa Libertadores 2016.
No tuvo mucha continuidad en la primera mitad del Torneo Apertura, debido a una lesión que lo apartó de las canchas. Disputó 4 partidos en el 2015 con Sud América. Como en Peñarol no lo iban a considerar, lo volvieron a ceder.
En el Torneo Clausura se afirmó en su puesto, en la fecha 1, el 7 de febrero de 2016, anotó su primer gol oficial, fue contra Defensor Sporting, equipo al que derrotaron 2 a 0.
El 30 de abril, se enfrentó a Nacional, le anotó un gol para poner un triunfo parcial por 1 a 0 en el estadio Centenario, finalmente empataron 1 a 1.
Disputó 14 partidos en el Clausura, fue titular en cada uno y se destacó con 4 goles. Sud América realizó un buen torneo, ya que finlizaron en tercera posición.
Facundo regresó a Peñarol e inició la pretemporada con el primer equipo. El 15 de julio de 2016, fue cedido nuevamente, esta vez al Club Atlético Boston River.
Tras volver de la cesión a Boston River, Facundo vuelve a ser cedido el 3 de agosto de 2017, esta vez al Sandefjord de la Primera División de Noruega.
El 14 de junio de 2022 fue anunciado en Macará de la Serie A de Ecuador.

## Selección nacional
Facundo ha sido parte de la selección de Uruguay en la categoría sub-20.
Fue convocado para disputar 2 partidos amistosos en Paraguay con la sub-20. Debutó con la Celeste el 10 de junio de 2014, fue titular para enfrentar a la selección sub-20 de Paraguay, jugó 60 minutos y fue reemplazado por Rodrigo Amaral, empataron 1 a 1. En el partido revancha, dos días después, no tuvo minutos y Uruguay ganó 2 a 0 con goles de Amaral.
El lunes 9 de marzo de 2015 volvió a entrenar con la selección sub-20 de Uruguay, luego de tener minutos en Primera con Peñarol volvió a ser considerado. Debido a una lesión, no tuvo la oportunidad de jugar partidos amistosos y quedó fuera de la convocatoria para el Mundial Sub-20.

## Estadísticas

### Clubes
Actualizado al último partido disputado el 22 de octubre de 2022.
| Club                      | País          | Año              | Partidos | Goles | Asistencias | Prom. |
| ------------------------- | ------------- | ---------------- | -------- | ----- | ----------- | ----- |
| Peñarol                   | Uruguay       | 2015             | 6        | 0     | 1           | 0.0   |
| Sud América               | Uruguay       | 2015-2016        | 18       | 4     | 1           | 0.22  |
| Boston River              | Uruguay       | 2016-2017        | 20       | 8     | 2           | 0.4   |
| Sandefjord                | Noruega       | 2017             | 7        | 2     | 1           | 0.29  |
| Chacarita Juniors         | Argentina     | 2018             | 5        | 1     | 0           | 0.25  |
| Boston River              | Uruguay       | 2018-2021 / 2025 | 70       | 19    | 9           | 0.27  |
| Mineros de Zacatecas      | México        | 2022             | 4        | 0     | 0           | 0.0   |
| Macará                    | Ecuador       | 2022             | 13       | 3     | 1           | 0.23  |
| Universidad César Vallejo | Perú          | 2023-2024        | 19       | 4     | 0           | 0.13  |
| Total carrera             | Total carrera | Total carrera    | 143      | 36    | 10          | 0.25  |

## Palmarés

### Campeonatos nacionales
| Título          | Equipo        | País    | Año  |
| --------------- | ------------- | ------- | ---- |
| Torneo Clausura | C. A. Peñarol | Uruguay | 2015 |

### Distinciones individuales
| Distinción                                                 | Año  |
| ---------------------------------------------------------- | ---- |
| El tapado de la fecha (10) del Torneo Clausura para Referí | 2016 |